# Bükkaranyos
Bükkaranyos község Borsod-Abaúj-Zemplén vármegyében,  a Miskolci járásban.

## Fekvése
A Bükkalja keleti részén, a Kulcsár-völgyben helyezkedik el, Miskolctól 13 kilométerre délre. A környező települések közül Harsány 5, Kisgyőr 10 kilométerre található, a legközelebbi városok a 7 kilométerre fekvő Emőd és a 9 kilométerre fekvő Miskolc. A településnek Miskolc két városrészével – Diósgyőrrel és Görömböllyel –, valamint Nyékládházával, Emőddel, Harsánnyal és Kisgyőrrel vannak közös határai.

### Megközelítése
Csak közúton érhető el, Emőd felől a 2514-es úton – ez a község főutcája –, valamint Miskolc Görömböly városrésze és Vatta felől, mindkét irányból a 2515-ös úton, mely a település északi külterületeit szeli át.

## Története
Aranyos a tőle délre eső Muhinál a tatárjárás idején vívott csata idején már létező település volt.[forrás?]
Nevét 1285-ben említette először oklevél Aranyas néven. A 13. század végére már két település: Kis- és Nagy-Aranas néven. A parasznyai nemesek birtoka volt, akik 1285-ben cserébe adták a (Myskouch) Miskolc nemzetségbeli Ponyth fia Miklósnak.
1291-ben Miklós Kisaranyosd földet 25 márkáért Csebi Benedeknek és vejének eladta.
1324-ben, miután miután Károly Róbert király Aranyost Istringgel együtt hűtlensége miatt elkobozta Erney bán fia István fiaitól, Béli Lachk jászai várnagynak adta. A két aranyos szomszédai ekkor az egri püspök, a Nyéki és Vajlai nemesek és az abaúji Makranciak megbízottai voltak.
1910-ben 1161 lakosából 1157 magyar volt. Ebből 424 római katolikus, 669 református, 39 izraelita volt.
A 20. század elején Borsod vármegye Miskolci járásához tartozott.
Legenda:
„A tatárjárás idejéről is sok legenda maradt ránk. A szerencsétlen kimenetelű Muhi csata után a tatárok elől IV. Béla magyar király az erdős-bokros, ingoványos Bükkalja felé vette útját. A kevés számú, annál több sebtől vérző kísérő vitézeivel az Aranyoson átfolyó kis patakon vágott át, mely ez időben elöntötte az egész széles völgyet, így emiatt nádas, berkes, ingoványos terület volt.
Alkalmas a menekülők számára. Mire a gázlón átértek a tatárok, szem elől tévesztették a királyt és kíséretét, így a fáradt kis csapat lepihenhetett, hogy erőt gyűjtsön a meneküléshez. Hajnalban közeledő lódobogást hallottak. Valamennyien talpra ugrottak és a legbozótosabb úttalan - utakon nekiindultak a hegynek. Folytatták a menekülést nyugat felé. A törtetésben leszakadtak és elvesztek az arany gombok a király dolmányáról. Azt a berkes részt, ahol a király és kísérete megpihent a nép elnevezte királyberek dűlőnek, ahol pedig gombjait vesztette el, azt a szőlőhegyet Aranygombnak.”  (Réti Gabriella, 1990)
A bükkaranyosi határ térképén ma is megtalálhatók a Királyberek-dűlő és az Aranygomb elnevezésű területek. A völgyet és Bükkaranyost átszelő Kulcsár-patak vízhozama azóta megcsappant, az ingoványos partok visszahúzódtak.

## Közélete

### Polgármesterei
- 1990–1994: Érsok Istvánné (független)[4]
- 1994–1998: Érsok Istvánné (független)[5]
- 1998–2002: Érsok Istvánné (független)[6]
- 2002–2006: Székely Béla (független)[7]
- 2006–2010: Székely Béla (független)[8]
- 2010–2014: Nagy Lajos (független)[9]
- 2014–2019: Nagy Lajos (független)[10]
- 2019–2024: Nagy Lajos (független)[11]
- 2024– : Nagy Lajos (független)[1]

## Népesség
A település népességének változása:
| Lakosok száma | 1466 | 1479 | 1478 | 1473 | 1460 | 1496 | 1502 |
|               | 2013 | 2014 | 2015 | 2021 | 2022 | 2023 | 2024 |

2001-ben a település lakosságának 91%-a magyar, 9%-a cigány nemzetiségűnek vallotta magát.
A 2011-es népszámlálás során a lakosok 90,6%-a magyarnak, 3,6% cigánynak, 0,6% németnek, 0,2% szlováknak mondta magát (9,4% nem nyilatkozott; a kettős identitások miatt a végösszeg nagyobb lehet 100%-nál). A vallási megoszlás a következő volt: római katolikus 31,6%, református 30,4%, evangélikus 0,6%, görögkatolikus 1,6%, felekezeten kívüli 13,7% (21,4% nem válaszolt).
2022-ben a lakosság 87,3%-a vallotta magát magyarnak, 1,8% cigánynak, 0,3% németnek, 0,2-0,2% románnak, ukránnak, horvátnak és lengyelnek, 0,1-0,1% örménynek, ruszinnak és szlováknak, 3,4% egyéb, nem hazai nemzetiségűnek (12,5% nem nyilatkozott; a kettős identitások miatt a végösszeg nagyobb lehet 100%-nál). Vallásuk szerint 20,6% volt római katolikus, 22,2% református, 3,4% görög katolikus, 0,6% egyéb keresztény, 0,4% evangélikus, 0,1% ortodox, 8,5% felekezeten kívüli (43,5% nem válaszolt).

## Nevezetességek
- 1848-as emlékmű
- Római katolikus templom
- Református templom

## Ismert emberek
- Itt született 1936-ban Székely Dezső költő, újságíró (†2020)
- Itt született 1942-ben Mecser Lajos, atléta, olimpikon
- Itt született 1945-ben Márkus Béla irodalomtörténész
- Itt született 1952-ben Bari Károly költő
- Itt született 1952-ben Kiss Mari színésznő